# Vlag van Galmudug

Vlag van Galmudug

De huidige vlag van Galmudug werd aangenomen op 17 juni 2015.
Aanvankelijk wapperde de vlag met de Somalische vlag, maar soms werd er boven de ster een witte inscriptie "State Somaliyya" toegevoegd.  De tweede vlag die werd gebruikt was wit met het wapen in het midden. Dit wapen was het nationale wapen van Somalië tussen lauwertakken en daaronder een blauw lint met de witte letters GMS. De derde vlag was lichtblauw met een groene driehoek aan de hijs, gefimprint in wit, met daarin een witte sikkel en ster.
Hierop werd de vlag veranderd in een nieuw ontwerp dat bestaat uit horizontale strepen van geel, blauw en groen. In de blauwe middenstreep staat een witte vijfpuntige ster.

## Historische vlaggen

Een van de vlaggenversie van Galmudug (14 augustus 2006 - 3 februari 2009)
Galmudug gebruikte tussen 2006 en 2009 ook de vlag van Somalië.
Vlag van Galmudug (3 februari 2009 - 8 juli 2010)
Vlag van Galmudug (8 juli 2010 - 17 juni 2015)